# Arda (Mariza)

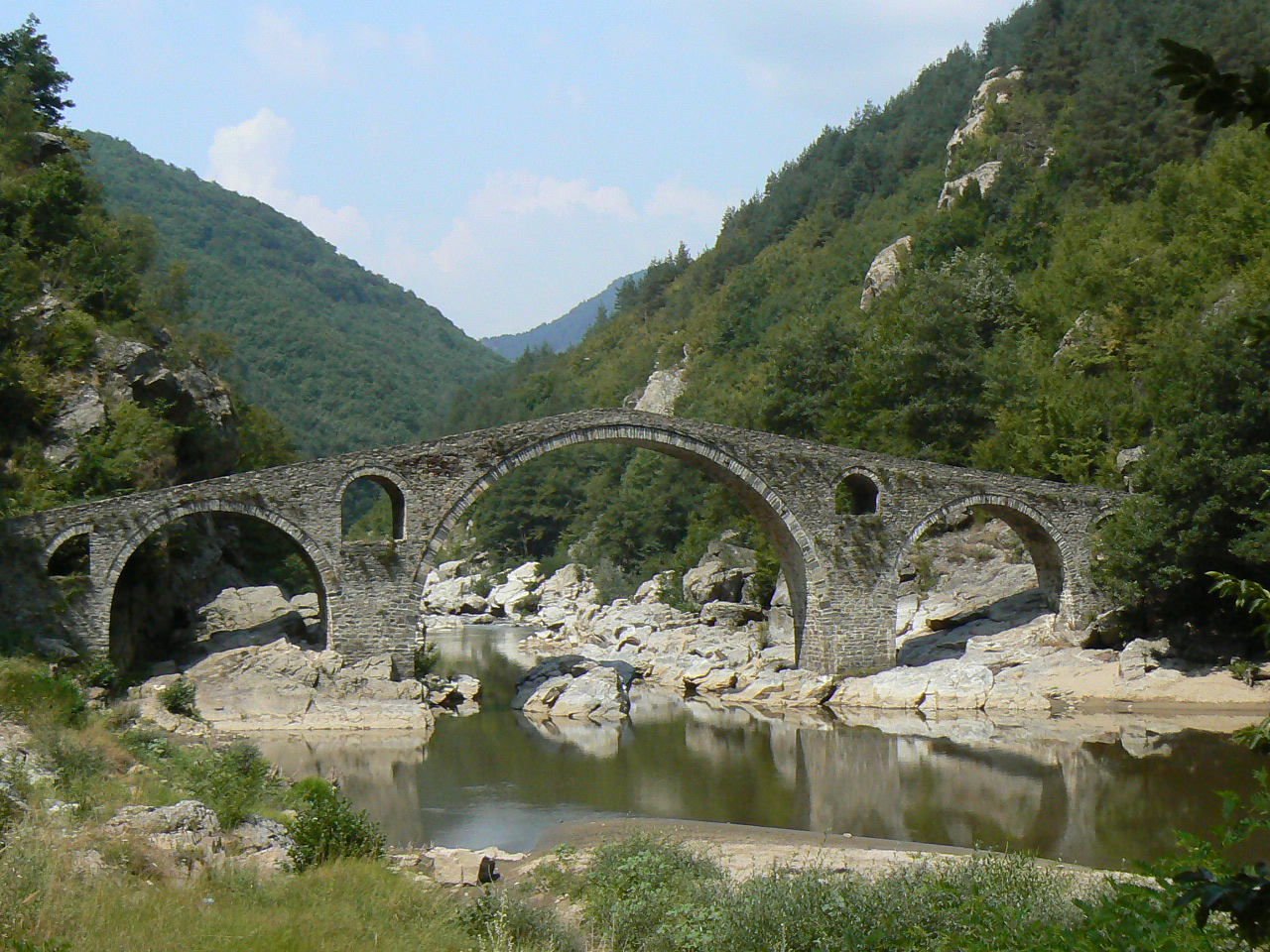
Teufelsbrücke (Djawolski most) aus osmanischer Zeit über die Arda bei Ardino (Bulgarien)

Die Arda (bulgarisch Арда, griechisch Άρδας Ardas, lateinisch Artiscus) ist ein Fluss in Südbulgarien und Nordostgriechenland im alten Thrakien. Sie ist etwa 300 km lang, davon fließen 241 km auf bulgarischem Territorium.
Die Quelle der Arda liegt in der Nähe des Gipfels Ardin in den bulgarischen Rhodopen. Die Arda fließt dann weiter auf griechischem Territorium, bis sie an der griechisch-türkischen Grenze nahe der Stadt Edirne und dem Ort Karaağaç in die Mariza mündet. Im Verlauf des Flusses Arda liegen in Bulgarien die Talsperren Kardschali, Studen kladenez sowie Iwajlowgrad. In Griechenland befindet sich eine weitere Stauanlage.
Zuflüsse zur Arda sind die Wirbiza und die Krumowiza.
An der Arda liegen u. a. die Städte:
- Rudosem (Рудозем)
- Kardschali (Кърджали)
- Madscharowo (Маджарово)

Der Fluss ist Namensgeber für den Arda Peak, einen Berg auf der Livingston-Insel in der Antarktis, und des Arda Valles, einem Gebiet auf dem Mars.